# Inspector Morse (tv-serie)
Inspector Morse er en britisk tv-serie med John Thaw i rollen som Chief Inspector Morse og Kevin Whately i rollen som sergent Lewis.
Serien blev produceret i perioden 1987–2000 og var baseret på kriminalromaner af Colin Dexter.

## Medvirkende
Hovedpersoner:
- John Thaw som Detective Inspector (senere DCI) Endeavour Morse
- Kevin Whately som Detective Sergeant Robbie Lewis
- James Grout som Chief Superintendent Strange